# Chrysobothris dentipes
Chrysobothris dentipes es una especie de escarabajo del género Chrysobothris, familia Buprestidae. Fue descrita científicamente por Germar en 1824.
Miden entre 12-18 mm.
Se encuentra en América del Norte y Central. También en el mar Caribe.
Se alimentan de variedad de pináceas.